# Dancing on My Feelings
Dancing on My Feelings is een lied van de Nederlandse indiepopband The Indien. Het werd in 2024 als single uitgebracht.

## Achtergrond
Dancing on My Feelings is geschreven door Rianne Walther, Casper Talsma, Kas Lambers en Remy de Boer en geproduceerd door de bandleden van The Indien. Het is een lied uit het genre indiepop. Het nummer gaat over een oude liefde die je na een lange tijd weer ziet en waarbij veel nostalgische gevoelens naar boven komen.
Dancing on My Feelings ging in première in de ochtendshow van NPO 3FM een halfjaar na het uitbrengen van het debuutalbum van de band. The Indien zal het nummer live spelen tijdens haar najaarstour van 2024. Daarnaast zal de band het nummer ten gehore brengen wanneer het in het voorprogramma staat van DI-RECT en Krezip.

## Hitnoteringen
Het nummer wist de 25ste plaats te behalen in de Tipparade, waarin het drie weken was te vinden. Op NPO 3FM werd het nummer tot 3FM Megahit uitgeroepen. Tevens werd Dancing on My Feelings op NPO Radio 2 uitgeroepen tot TopSong.